# Estação Ferroviária de Zenza do Itombe
Zenza do Itombe é uma interface ferroviária do Caminho de Ferro de Luanda e do Ramal do Dondo que serve a localidade de Zenza do Itombe, em Cambambe, em Angola.

## Serviços
A interface é usada pelos serviços de longo e médio curso. É o entroncamento do Ramal do Dondo no Caminho de Ferro de Luanda.